# Paraeuchaeta paraprudens
Paraeuchaeta paraprudens är en kräftdjursart som beskrevs av Mungo Park 1995. Paraeuchaeta paraprudens ingår i släktet Paraeuchaeta och familjen Euchaetidae. Inga underarter finns listade i Catalogue of Life.